# Kleine-Brogel

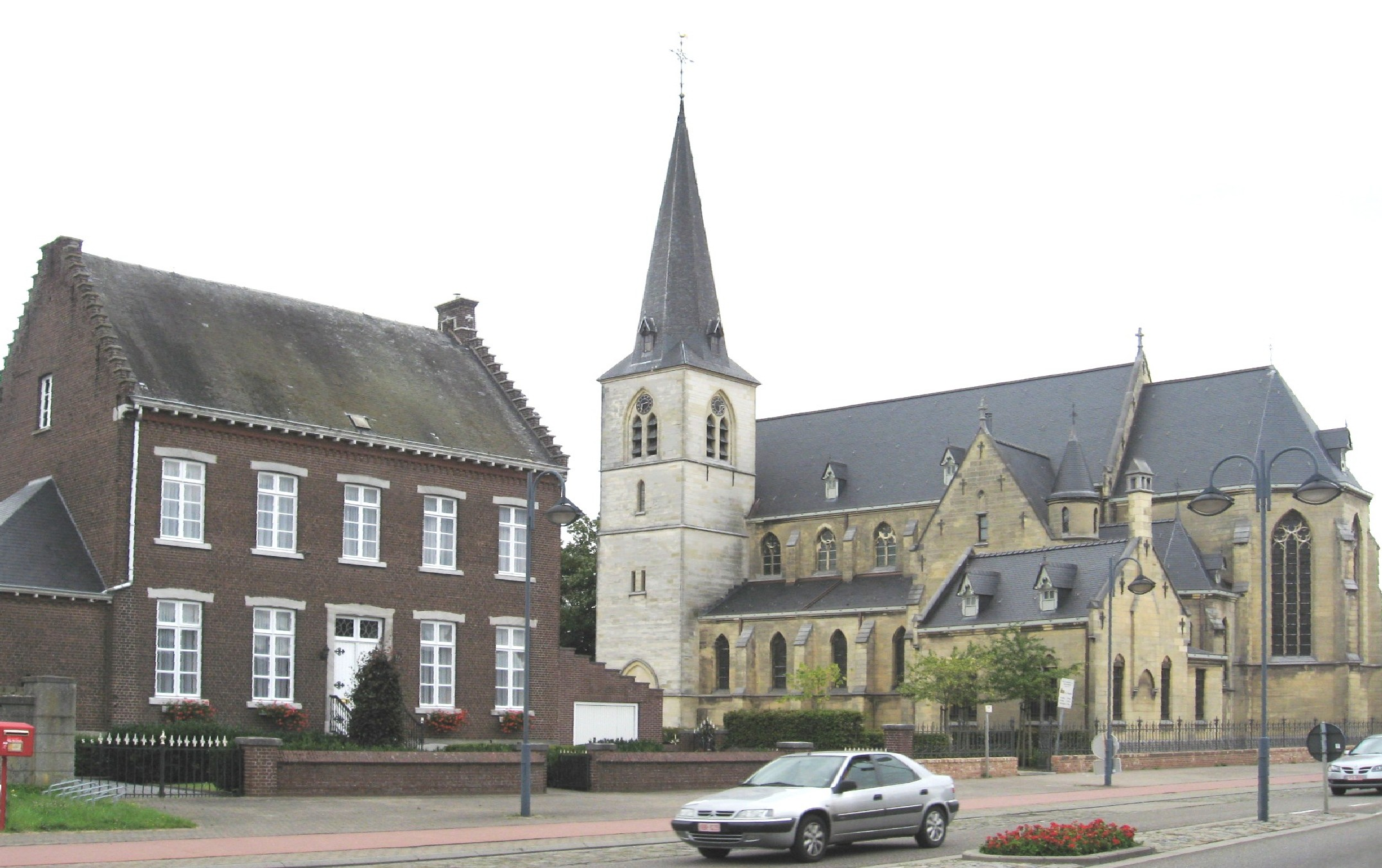
Sint-Ursulakerk

Kleine-Brogel is een dorp in de Belgische provincie Limburg en een deelgemeente van de stad Peer, het was een zelfstandige gemeente tot aan de gemeentelijke herindeling van 1971.

## Toponymie
De naam komt van Minor Broglia, vermeld in 1222, waarbij Broglia voor moeras staat (vergelijk: Broek). In 1380 spreekt men van Cleyne Bruckel.

## Geschiedenis
In de buurt van Kleine-Brogel werden urnen uit de ijzertijd aangetroffen. Een antieke weg van Diest over Paal naar Peer liep over het grondgebied van Kleine-Brogel.
Omstreeks 800 ontstond reeds de parochie van Kleine-Brogel, en het patronaatsrecht van deze quarta capella was in handen van het Klooster van Aldeneik. Het klooster ging over in het kapittel van Aldeneik, dat in 1570 naar Maaseik werd verplaatst. Aldus werd de kerk aan de Heilige Ursula gewijd, patrones van het klooster.
Tijdens het ancien régime was de rechtspraak in handen van de schepenbank van Pelt. In 1593 werd een schans opgericht om de bevolking te beschermen, een vermoedelijk vijfhoekig omgracht verdedigingswerk. In 1825 kwam ze in onbruik door verkaveling, en ze verdween in de loop der eeuwen langzaamaan uit het landschap. Er staan nog vier oude eiken op deze plaats, en de Schansstraat verwijst er naar.
Troebelen bleven het dorp niet bespaard. In 1572 werden twee geuzen vermoord, toen het dorp door dezen geteisterd werd. Ook later had het dorp te lijden van inkwartieringen en schattingen, zoals in 1654 van de Lotharingse troepen, die onder meer de pastorie plunderden. In 1702 verbleef de aanvoerder van de geallieerden, Marlborough, in Kleine-Brogel. Ook daarna bleef het onrustig, met onder meer Hollandse, Oostenrijkse en Franse troepen.
Tijdens de Franse tijd werd Kleine-Brogel een zelfstandige gemeente, die in 1970 opging in de fusiegemeente Peer.
Tijdens de Tweede Wereldoorlog stortten er enkele Engelse en een Duits vliegtuig neer op het grondgebied van Kleine-Brogel. In 1945 werd door de geallieerden een vliegveld ingericht, dat zou uitgroeien tot de Vliegbasis Kleine-Brogel.

## Demografische ontwikkeling
- Bronnen:NIS, Opm:1831 tot en met 1961=volkstellingen

## Economie
Kleine-Brogel was vanouds een landbouwdorp, waar ook aan schapenteelt werd gedaan. Omstreeks 1825 waren er ook een aantal teutenfamilies. In 1908 werd een zuivelfabriek opgericht (Sint-Brigitta-melkerij), in 1927 aangevuld met boterfabriek Sint-Antonius, welke in 1940 moest sluiten. In de 2e helft van de 19e eeuw was er ook een zeepziederij aan de Zavelstraat, gedreven door Hendrik Essers.
In 1945 kwam er een vliegveld dat zou uitgroeien tot een militaire basis die 1/3 van het grondgebied van Kleine-Brogel zou gaan omvatten. Industrie van enige betekenis is er nooit gekomen, zodat de meeste inwoners elders werken.

## Bezienswaardigheden
- De Sint-Ursulakerk, een neogotische dorpskerk uit 1908 met gotische toren uit 1500.
- De Kapel van Onze-Lieve-Vrouw van Bijstand, uit 1892, wordt ook wel Gilliskapelleke of Teutenkapelleke genoemd.
- Enkele grote boerderijen die aan Teuten hebben toebehoord: Groene Woud (1835) aan de Groenewoudsestraat 2; De Paggers aan de Schansstraat 5, uit 1780; Nutser Burg, aan de Burgemeester Voetslaan.
- Huis Jans, aan Burgemeester Voetslaan 6, uit 1766, is het oudste huis van Kleine-Brogel.
- De Vliegbasis Kleine-Brogel, waar zich ook een plaats bevindt waar amateurs vliegtuigen kunnen waarnemen.
- Het Kleine-Brogel Air Museum, op de vliegbasis, bevat militair erfgoed dat aan de basis is gelieerd.

## Warmterecord
Op 24 juli 2019 bereikte Kleine-Brogel met een gemeten temperatuur van 39,9°C een Belgisch warmterecord. Een dag na het vorige warmterecord stijgen de temperaturen in België voor het eerst boven de 40,0°C. In Kleine Brogel werd het nu 40,6°C. In Beitem werd een nieuw record gevestigd met 40,7°C.

## Natuur en landschap
Kleine-Brogel ligt op de noordflank van het Kempens Plateau, op een hoogte tot 60 meter. In het westen vindt men het dal van de Dommel, op welke rivier ook een aantal watermolens te vinden zijn, namelijk Kleine Molen en Wedelse Molen, welke echter tot de gemeente Pelt behoren.
In het dal vindt men, ook op het grondgebied van Kleine-Brogel, het natuurgebied Dommelvallei. Meer naar het oosten vindt men enkele zijbeken van de Warmbeek, namelijk de Dorperloop, de Waartbeek en de Broekbeek. Daar liggen ook enkele percelen naaldbos op voormalig heidegebied, zoals Broekerheide. In deze buurt ligt ook de vliegbasis, welke een grote oppervlakte inneemt maar niet toegankelijk is.

## Nabijgelegen kernen
Peer, Eksel, Overpelt, Sint-Huibrechts-Lille, Kaulille